# Francesco Saverio Passari

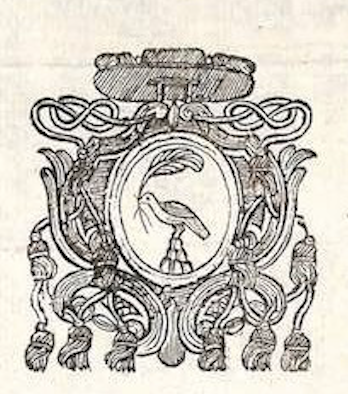
Wappen

Francesco Saverio Passari (* Januar 1744 in Montegiorgio; † 4. Juni 1808 ebenda) war ein italienischer römisch-katholischer Bischof. 

## Leben
Passari entstammte der Adelsfamilie der Markgrafen Passari, auch Passeri, aus Fermo. Über sein exaktes Geburtsdatum und sein Geburtsort gibt es keine einheitliche Angaben. Nach Cappelletti wurde er in Montegiorgio bei Fermo geboren. De Dominicis gibt Fermo als Geburtsort an, wo er am 19. oder 29. Januar 1744 geboren wurde.
1779 wurde er Prälat der Reverendae Fabrica Sancti Petri. Zwei Jahre später wurde er zum weltlichen Stellvertreter des Kardinalvikars ernannt. 1782 folgte seine Ernennung zum stellvertretenden apostolischen Konsultor der Römischen Kurie. Im gleichen Jahr wurde er Mitglied der Congregatio immunitatis, der er bis 1786 angehörte.
Am 26. November 1786 erhielt Francesco Saverio Passari von Kardinal Carlo Rezzonico dem Jüngeren die Bischofsweihe. Mitkonsekratoren waren Girolamo Volpi, Titularerzbischof von Neocaesarea in Ponto, und Nicola Buschi, Titularerzbischof von Ephesus.
Papst Pius VI. ernannte ihn am 18. September 1789 zum Titularerzbischof von Larissa in Thessalia und Vizegerent von Rom. Am 16. November 1800 gab er das Amt des Vizegerenten ab und wurde am 21. November 1800 zum Apostolischen Administrator des Bistums Ancona und Numana.
Nach Cappelletti starb er 1808 in seinem Geburtsort Montegiorgio.